# Banheiro público

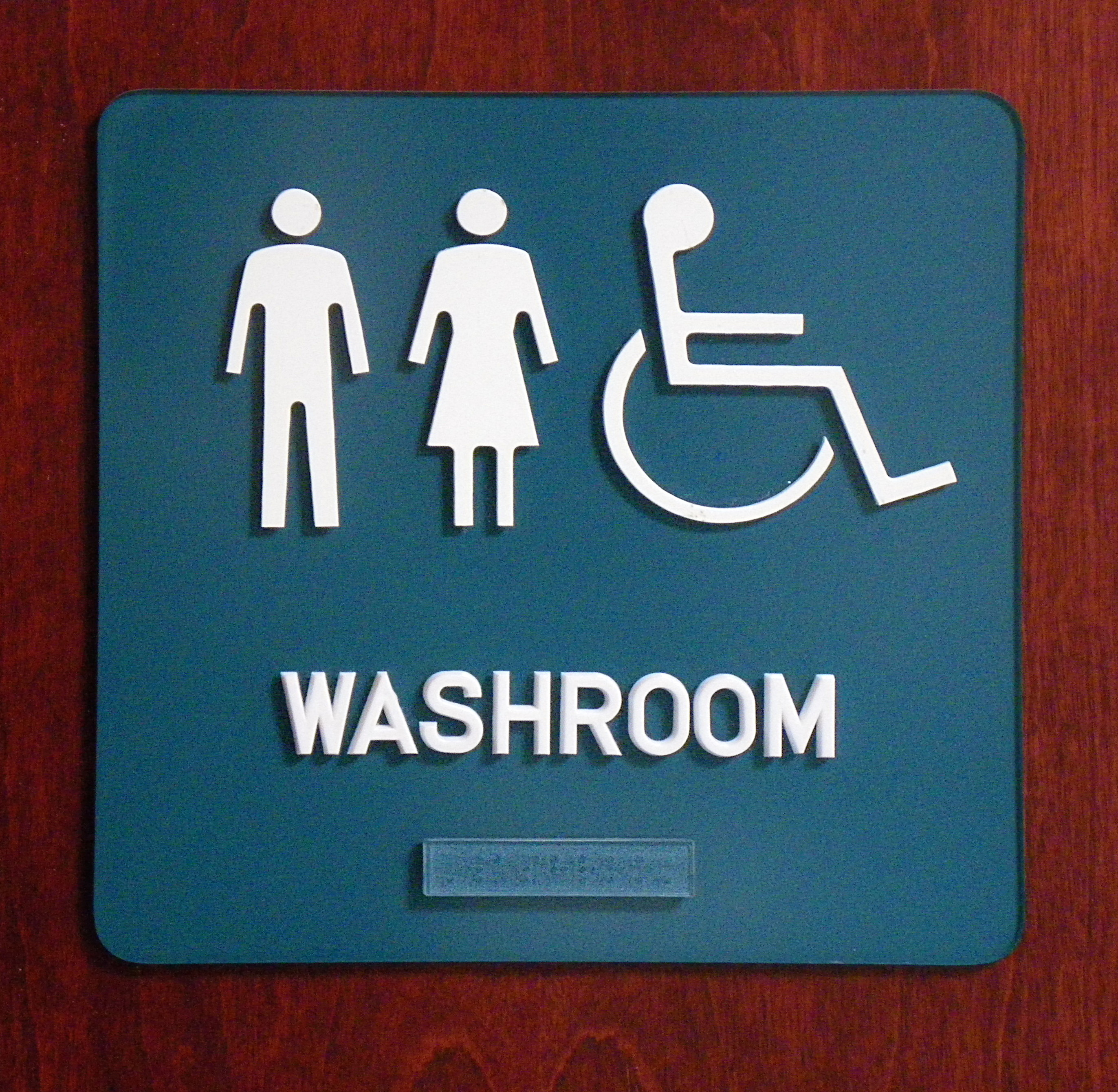

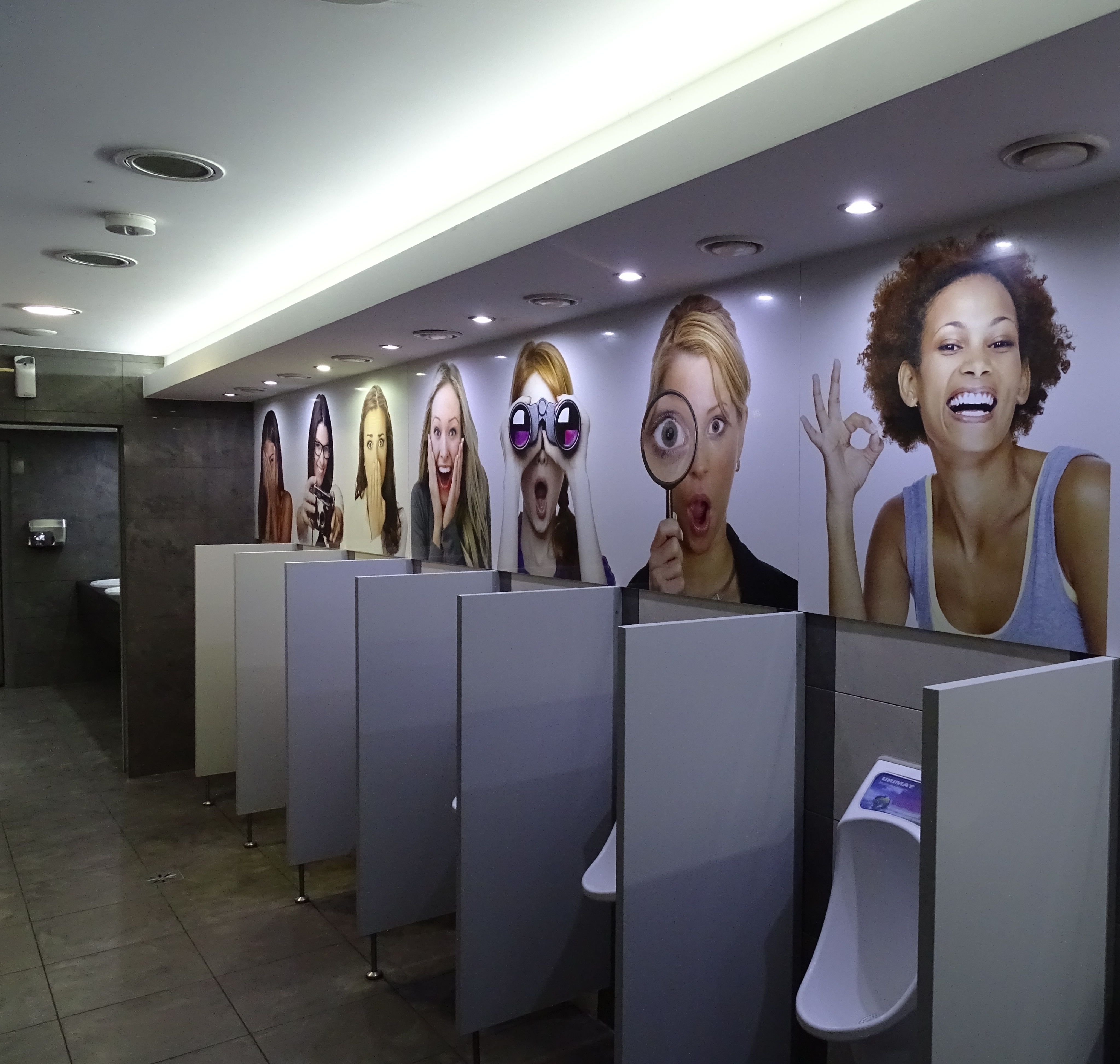
Banheiro público na estação de trem Gdańsk Główny, Polônia.

Um banheiro público (português brasileiro) ou casa de banho pública (português europeu) consiste numa área construída, geralmente em prédios ou áreas públicas e escritórios e espaços de uso coletivo, ainda que privados, a fim de que as pessoas que tenham acesso àquela área possa utilizá-la como banheiro. Ao contrário do que acontece em domicílios particulares, usualmente ocorre a distinção entre gêneros. É comum, especialmente no caso dos banheiros masculinos, a ocorrência de grafitos, que geralmente têm cariz sexual.